# Horace Mann
Horace Mann (Franklin, 4 maggio 1796 – Yellow Springs, 2 agosto 1859) è stato un educatore e politico statunitense, riconosciuto come riformatore dell'istruzione nel suo paese, cognato di Nathaniel Hawthorne, è stato incluso nella prima lista di statunitensi facenti parte della Hall of Fame for Great Americans.

## Biografia
Figlio di un contadino non agiato, si mantiene agli studi lavorando e frequentando saltuariamente l'impegno scolastico. Laureatosi alla Brown University nel 1820, diviene dapprima insegnante di latino e greco, e successivamente bibliotecario.
Eletto nel 1827 come rappresentante della sua contea al parlamento dello stato, si dedica con interesse al settore dell'istruzione.